# Lubná (Kroměříži járás)
Lubná település Csehországban, Kroměříži járásban. Lubná Bařice-Velké Těšany, Vrbka, Kostelany, Košíky, Kroměříž és Halenkovice településekkel határos. Lakosainak száma 473 fő (2024. január 1.).

## Népesség
A település lakosságának változását az alábbi diagram mutatja:
| Lakosok száma | 660  | 773  | 767  | 669  | 467  | 432  | 469  | 458  | 456  | 473  |
|               | 1869 | 1890 | 1921 | 1950 | 1980 | 2001 | 2017 | 2019 | 2022 | 2024 |